# 森本さかえ
森本 さかえ（もりもと さかえ、1977年1月20日 - ）は、奈良県橿原市出身の元女子ホッケー選手。ポジションはFW。165cm、63kg。天理高教諭。

## 人物・来歴
天理高校卒業。天理大学卒業。ゴールドウイン入社（1999年）。天理大学職員（2000年～2009年）。天理高校（2009年～ ）
天理高校で、ホッケーを始め、天理大2年で日本代表（現さくらJAPAN）入り。
1999年、ゴールドウインに入社。日本リーグ、社会人、全日本、国体の四冠を獲得。
2000年12月、所属チームの休部に伴い、天理大に移籍。同大社会人ホッケーチームの選手兼コーチとなる。
2004年、アテネオリンピックに出場（日本代表五輪初出場、8位入賞）。2004年の世界トップ10プレーヤーに選出。
2005年、世界の有力選手が集うスペイン・リーグに日本人選手として期限付き移籍（3ヶ月）ながら初めて参戦。
2006年、W杯に出場（5位入賞）。日本リーグMVP受賞。
2008年、北京オリンピックに出場（10位）。
2009年3月、現役引退を表明。4月から母校の天理高教諭となり、同校の女子ホッケー部監督に就任。